# 上原征彦
上原 征彦（うえはら ゆきひこ）は、日本の経営学者、マーケティング学者、明治大学大学院グローバル・ビジネス研究科元教授。日本ダイレクトマーケティング学会元会長。

## 略歴
流通論、マーケティング戦略論を専門とするが、インターネットマーケティング、個別対応マーケティング（ダイレクトマーケティング）に関する翻訳も行っている。

### 経歴
北海道岩見沢東高等学校をへて1968年：東京大学経済学部卒業。同年日本勧業銀行【現みずほ銀行】入社。
1970年：流通経済研究所研究員。1975年：同研究所主任研究員。
1979年：明治学院大学経済学部専任講師。1980年：同大学経済学部　助教授。　
1986年：明治学院大学経済学部　教授。1987年：ペンシルベニア大学客員教授。2004年：明治大学大学院グローバル・ビジネス研究科教授。
2010年：流通経済研究所 理事長。

### 政府委員
- 産業構造審議会流通部会長、サービス部会長、
- 食料供給コスト縮減検証委員会委員長

## 著書（訳書を含む）
- 上原征彦著『マーケティング戦略論―実践パラダイムの再構築 』(有斐閣、1999年) ISBN 978-4641160668
- 上原征彦著『手にとるように小売・流通がわかる本―新しい“顧客接点”をつくり出す仕組みとは? (「手にとるようにわかる」シリーズ)』(かんき出版、2008年) ISBN 978-4761265052
- 上原征彦著『創発するマーケティング 』(日経BP企画、2008年) ISBN 978-4861303104
- ワード・ハンソン著上原征彦・長谷川 真実 翻訳『インターネット・マーケティングの原理と戦略』(日本経済新聞社、2001年) ISBN 978-4532131975